# Оберон, Мерл
Мерл Оберон (англ. Merle Oberon, 19 февраля 1911 — 23 ноября 1979) — британская актриса, номинантка на премию «Оскар» в 1936 году.

## Биография

### Юные годы
Будущая актриса Эстель Мерл Томпсон родилась в индийском городе Бомбее (ныне Мумбай) в Британской Индии 18 февраля 1911 года. В детстве Мерл получила прозвище Куини, в честь королевы Марии, которая в год её рождения посетила Индию вместе с мужем Георгом V. Происхождение Мерл осталось не вполне прояснённым. Многие биографы считают её родителями Шарлотту Селби, уроженку Цейлона, по национальности маори, и Артура Теренса О’Брайана Томпсона, британского механика из Дарлингтона, который работал на индийских железных дорогах. Известно, что в четырнадцатилетнем возрасте Шарлотта родила девочку Констанс от ирландского чайного плантатора Генри Альфреда Селби. Многие считают, что именно Констанс была биологической матерью Мерл, несмотря на то, что Шарлотта воспитывала её как собственную дочь, и Мерл считала Констанс сестрой.
В 1914 году, когда Мерл было три года, Артур Томпсон умер от пневмонии, находясь на Западном фронте Первой мировой войны. В течение нескольких лет Мерл с матерью бедствовали в Бомбее. В 1917 году они переехали в Калькутту, где условия для жизни были получше и где Мерл получила образование в одной из частных школ для девушек. Там же она заинтересовалась театром и была принята в драматическое сообщество Калькутты.

### Начало карьеры
Перед началом свой актёрской карьеры Мерл работала телефонисткой в Калькутте под именем Куини Томпсон. В 1929 году в одном из ресторанов, где она выступала, Мерл познакомилась с актёром Беном Фини. Он пообещал познакомить Мерл с режиссёром Рексом Инграмом, руководителем киностудии Victorine Studios, в случае, если бы она решилась переехать во Францию. Мерл недолго думала и, собрав вещи, вместе с матерью и Беном переехала во Францию. Там Фини дал хорошие для неё рекомендации на киностудии и вскоре исчез из её жизни. Мерл из-за своей экзотической внешности приглянулась на киностудии, и в 1928 году состоялся её кинодебют в картине «Три страсти».
В том же году Мерл уехала в Англию, где исполнила эпизодические роли в нескольких фильмах, а основную часть времени она посвящала работе в клубе, где её знали под именем Куини О’Брайан.

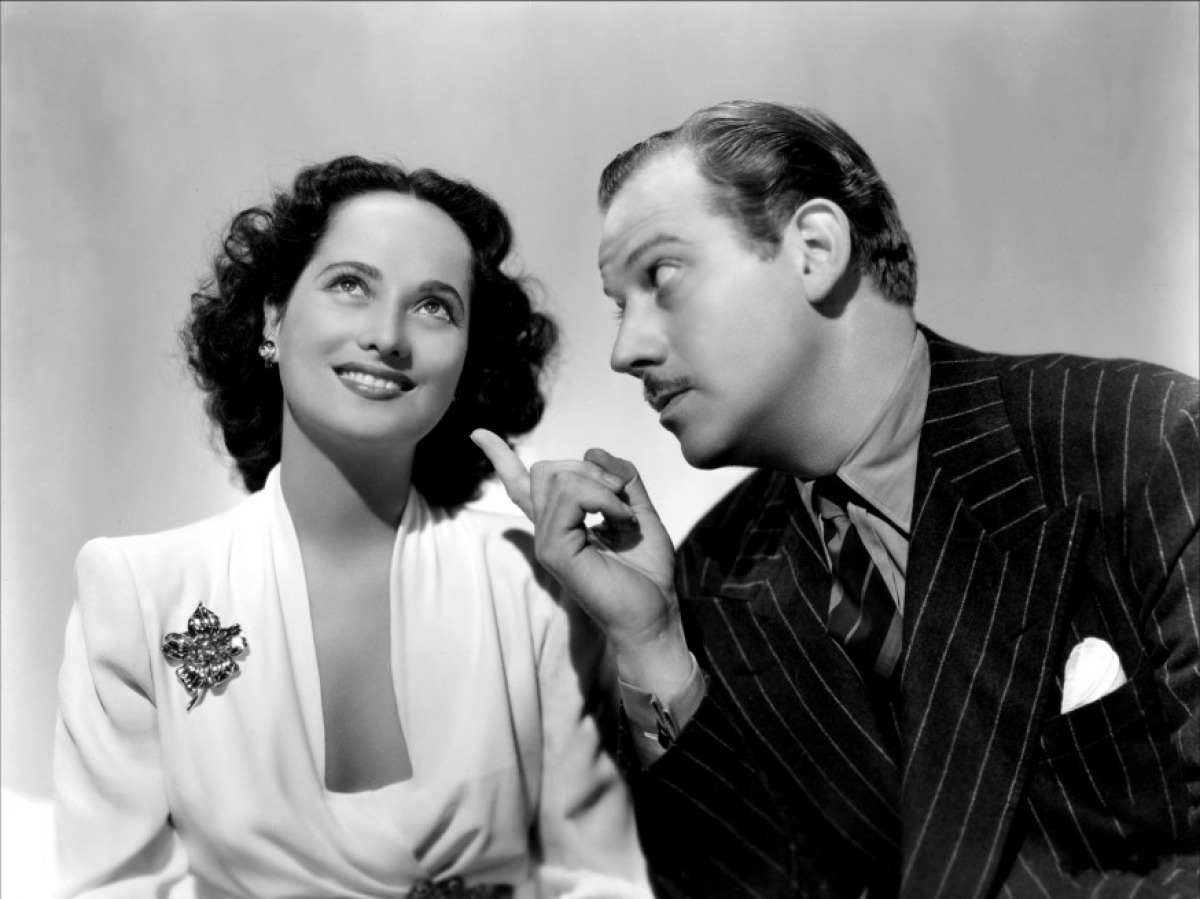
С Мелвином Дугласом в фильме «Это неопределенное чувство» (1941)

Первую значительную роль в кино Мерл исполнила в 1933 году, после того, как режиссёр Александр Корда пригласил её на роль Анны Болейн в свой фильм «Частная жизнь Генриха VIII» с Чарльзом Лоутоном в главной роли. Эта первая картина, в которой она появилась под именем Мерл Оберон. Фильм имел большой успех, и после этого Мерл стали предлагать новые значительные роли. В следующем году она исполнила две крупные роли в фильмах «Алый первоцвет» (1934) и «Частная жизнь Дон Жуана» (1934).

### Успех
Значительный взлёт в карьере Мерл в середине 1930-х был обусловлен её начавшимся романом с режиссёром Александром Корда, за которого в 1939 году она вышла замуж. Он помог Оберон заключить контракт с голливудским продюсером Самуэлем Голдуином, благодаря чему уже в 1935 году Мерл стала номинанткой на премию «Оскар» за Лучшую женскую роль в картине «Тёмный ангел». В 1937 году она начала сниматься в фильме «Я, Клавдий» в роли Мессалины, но из-за автомобильной аварии, в которую попала актриса, съёмки так и не были завершены, и Оберон покинула картину. У актрисы на всю жизнь остались шрамы, но, благодаря хорошо подобранному освещению, впоследствии это удавалось скрывать от зрителей.
Из-за того, что предки Мерл были из народа маори, сама актриса была смуглой. Ввиду консервативности общества и собственных комплексов, она пользовалась большим количеством отбеливающих косметических средств. Это привело к обширным аллергическим реакциям и косметическому отравлению; в начале 1940-х и Оберон пришлось пройти несколько дерматологических процедур у кожных специалистов в Нью-Йорке, куда её отправил муж Александр Корда.
В последующие годы Мерл Оберон продолжала активно сниматься в кино, исполнив роли Лесли Стил в «Разводе леди Икс» (1938), Кэти в «Грозовом перевале» (1939), самой себя в «Солдатском клубе» (1943), Жорж Санд в «Песне воспоминаний» (1945), Жозефины в «Любви императора Франции» (1954). Оберон также сыграла главные женские роли в фильмах нуар «Жилец» (1944), «Искушение» (1946), «Тёмные воды» (1944) и «Берлинский экспресс» (1948), а позднее — «Цена страха» (1956).
В 1942 году, после того как Александр Корда был возведён в рыцари Британской империи, Мерл получила титул леди Корда. Всё же их брак просуществовал недолго, и в 1945 году они расстались. В том же году Оберон вновь вышла замуж, за оператора Люсьена Балларда. Он разработал для жены специальный вид освещения, который скрывал её шрамы после автокатастрофы и аллергические реакции, получивший название «Оби».

### Последующие годы жизни
После развода с Баллардом в 1949 году, Мерл ещё дважды была замужем.
С 1957 по 1973 год её супругом был итальянец Бруно Паглиаи, с которым она усыновила двоих детей, и долгое время они жили в мексиканском городе Куэрнавака.
В 1975 году она вышла замуж за голландского актёра Роберта Волдерса, который был моложе её на 25 лет.
Последние годы жизни Мерл Оберон провела с Волдерсом в Малибу, где 23 ноября 1979 году умерла от инсульта в возрасте 68 лет.
Мерл Оберон удостоена звезды на Голливудской аллее славы. Майкл Корда, племянник первого мужа Оберон, написал об актрисе биографический роман под названием «Куини», который стал основой для телевизионного мини-сериала в 1987 году.

## Избранная фильмография
| Год  |   | Русское название           | Оригинальное название          | Роль        |
| ---- | - | -------------------------- | ------------------------------ | ----------- |
| 1933 | ф | Частная жизнь Генриха VIII | The Private Life of Henry VIII | Анна Болейн |
| 1935 | ф | Тёмный ангел               | The Dark Angel                 | Китти Вейн  |